# Hausleiten
Hausleiten osztrák mezőváros Alsó-Ausztria Korneuburgi járásában. 2021 januárjában 3849 lakosa volt. 

## Elhelyezkedése

Hausleiten a Korneuburgi járásban

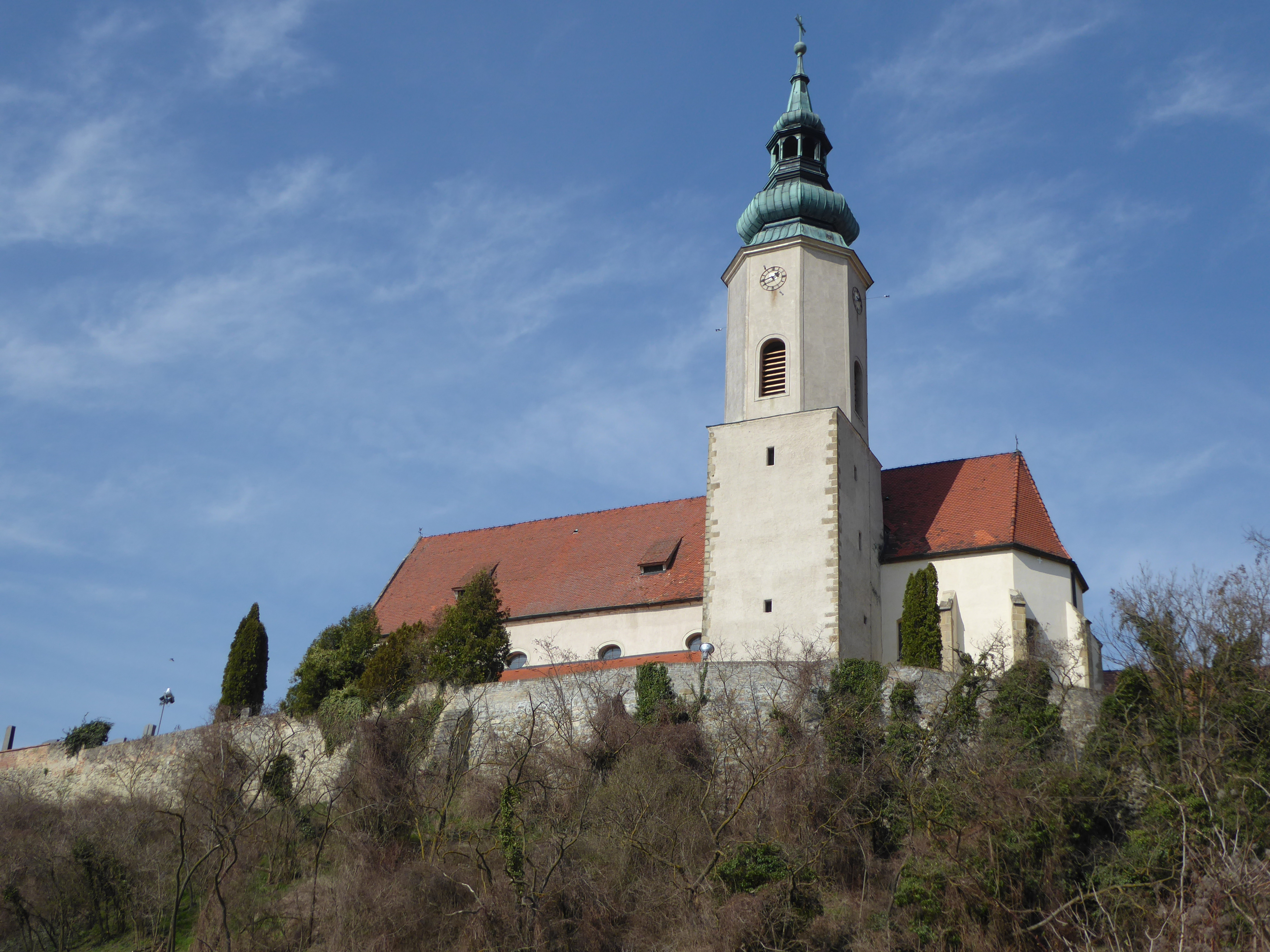
A Szt. Ágota-plébániatemplom

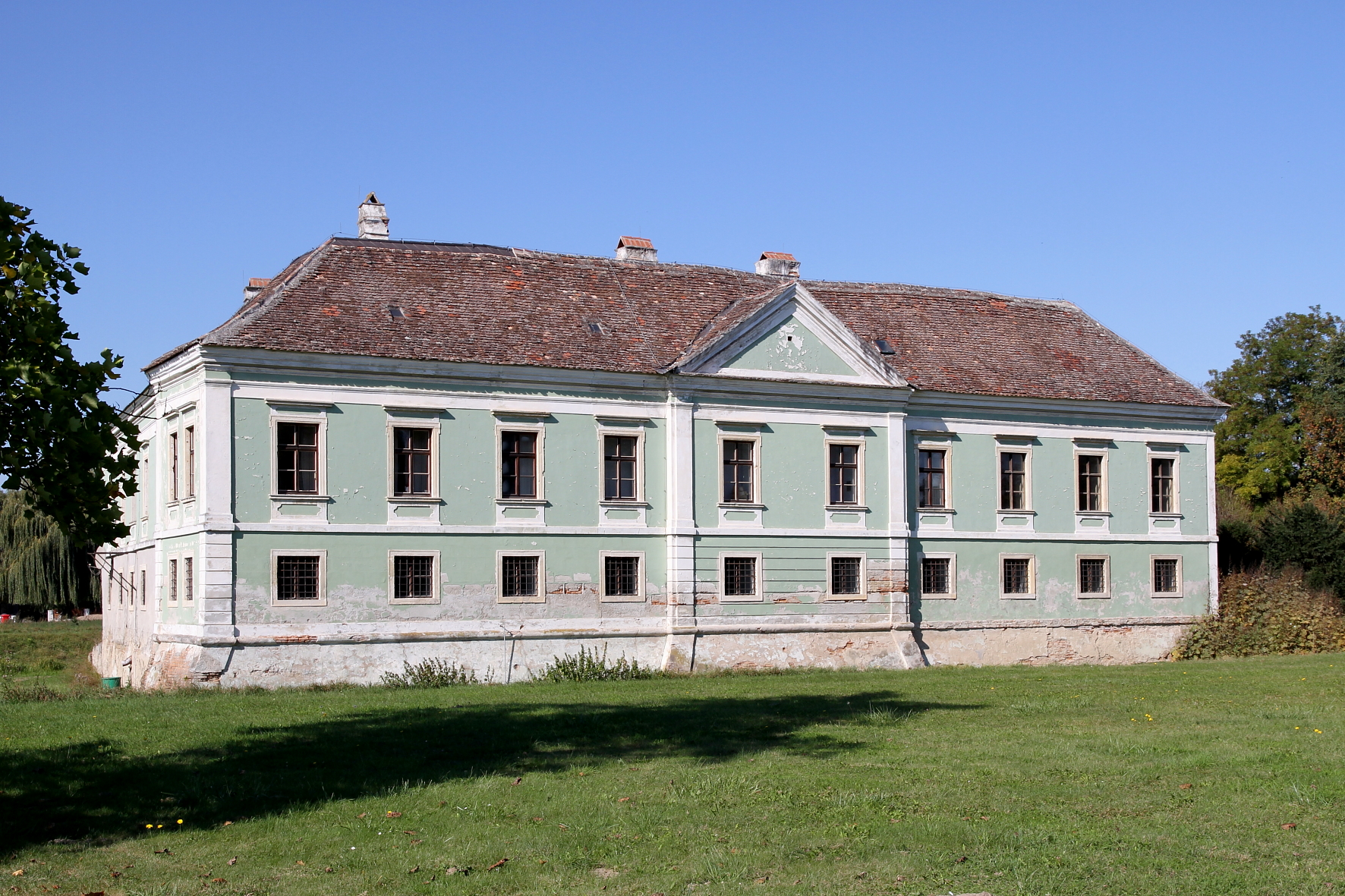
A schmidai vadászkastély

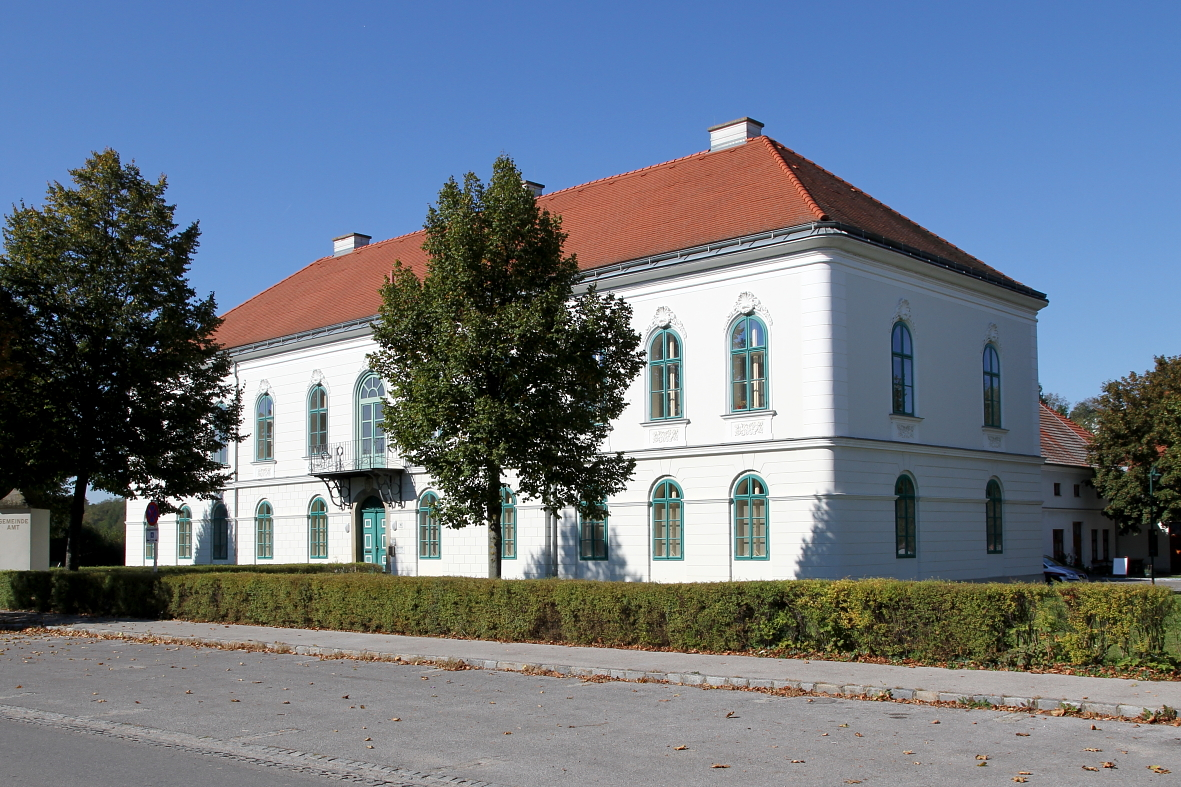
A városháza

Hausleiten a tartomány Weinviertel régiójában fekszik, a Duna mentén, a Wagram dombvonulaton. Fontos folyóvizei a Stranzendorfer Bach és a Sechtelbach. Területének 15%-a erdő, 74,3% áll mezőgazdasági művelés alatt. Az önkormányzat 9 települést, illetve településrészt egyesít: Gaisruck (232 lakos 2021-ben), Goldgeben (604), Hausleiten (1566), Perzendorf (164), Pettendorf (242), Schmida (208), Seitzersdorf-Wolfpassing (454), Zaina (138) és Zissersdorf (241). 
A környező önkormányzatok: nyugatra Stetteldorf am Wagram, északra Rußbach, északkeletre Sierndorf, keletre Stockerau, délre Zeiselmauer-Wolfpassing, Muckendorf-Wipfing és Tulln an der Donau.

## Története
A Szent Ágotának szentelt templomot, illetve az egyházközséget 900 körül alapították. Az árvizektől védett helyen fekvő templom sokáig igen nagy területet lefedett, mintegy tizennégy leányegyház tartozott hozzá. A Hausleiten név csak a 14. század elején tűnik fel először. Egy 1324-es birtokregiszter szerint ekkor az egyházközségben 28 ház és egy malom volt, valamint a passaui püspökség 38 szolgája lakott benne. A 16. században a környék sok településétől eltérően a falu katolikus maradt. 1590-ben már 65 házat számláltak össze, lakói közül 49 tartozott a püspök alá, 10 a pap, 4 a Hardegg grófok szolgája volt. 1679-ben pestis pusztított a településen. 
1804-ben a püspökség hausleiteni birtokait az állam "szekularizálta" és a stetteni uradalomhoz csatolta. A következő évben Napóleon hadai kifosztották a települést. Az uradalom számára épült 1839-ben a mai kastély. Az 1848-as forradalom után megszűnt a feudális birtokrendszer és az egyházközség területén három nagy önkormányzat alakult, ezek egyike volt Hausleithen (Goldgeben, Schmida és Oberzögersdorf falvakkal). 1920-ban a három nagy községből hét kisebbet alakítottak, Hausleitenhez ekkor már csak Goldgeben tartozott. A második világháborút követően Hausleiten a szovjet megszállási zónába tartozott, egészen 1955-ig. 1971-ben Gaisruck, Goldgeben, Hausleiten, Perzendorf, Pettendorf, Schmida, Seitzersdorf-Wolfpassing, Zaina és Zissersdorf községeket egyetlen nagy mezővárosban egyesítették, így az önkormányzat területe ismét megegyezik a régi egyházközségével.     

## Lakosság
A hausleiteni önkormányzat területén 2021 januárjában 3849 fő élt. A lakosságszám 1981 óta gyarapodó tendenciát mutat. 2019-ben az ittlakók 93,9%-a volt osztrák állampolgár; a külföldiek közül 1,6% a régi (2004 előtti), 2,5% az új EU-tagállamokból érkezett. 1,2% az egykori Jugoszlávia (Szlovénia és Horvátország nélkül) vagy Törökország, 0,8% egyéb országok polgára volt. 2001-ben a lakosok 87%-a római katolikusnak, 2,4% evangélikusnak, 2,5% mohamedánnak, 7% pedig felekezeten kívülinek vallotta magát. Ugyanekkor 3 magyar élt a mezővárosban; a legnagyobb nemzetiségi csoportot a németek (95,8%) mellett a szerbek alkották 0,7%-kal.  
A népesség változása:

| 2016 | 3 714 |
| 2018 | 3 784 |

## Látnivalók
- a schmidai vadászkastély
- a hausleiteni uradalmi "kastély", ma városháza
- a hausleiteni Szt. Ágota-plébániatemplom
- a 18. századi későbarokk plébánia
- a pettendorfi Szt. Borbála-templom
- a vaskori hallstatti kultúrához köthető Leeberg halomsír

## Fordítás
- Ez a szócikk részben vagy egészben  a   Hausleiten című német Wikipédia-szócikk ezen változatának fordításán alapul.  Az eredeti cikk szerkesztőit annak laptörténete sorolja fel. Ez a jelzés csupán a megfogalmazás eredetét és a szerzői jogokat jelzi, nem szolgál a cikkben szereplő információk forrásmegjelöléseként.